# Industrijski dizajn
Dizajn dijelimo na grafički (naljepnice, logotipi, plakati...), industrijski (strojevi, automobili, kućni aparati...) i tekstilni (materijali i krojevi).

## Povijest industrijskog dizajna
Krajem 19. st. u Engleskoj se javlja ideja o povezivanju umjetnika i industrijske proizvodnje kako bi se uljepšali industrijski proizvodi, a uništili imitacije i kič. Spajanje "umjetnosti i obrta" pokrenuo je u Engleskoj William Morris (Arts and Crafts) već krajem 19. st., ali su njihovi proizvodi bili individualni i bogato dekorirani, dakle nisu bili u skladu s modernim nastojanjima. Pod njegovim utjecajem 1907. u Münchenu je osnovan Njemački savez obrtnih i industrijskih proizvođača (Deutsche Werkbund). Jedna od struja u tom udruženju težila je standardizaciji (ujednačavanju) industrijskih proizvoda najbolje prilagođenih namjeni, te novim materijalima i tehnikama. 
Djelatnost Werkbunda unapređuje i razvija Walter Gropius, te osniva specijaliziranu školu za istodobno bavljenje svim vrstama oblikovanja – Bauhaus, 1919. u Weimaru, gdje su tada na vlasti bili socijalisti (Weimarska Republika). U toj školi zajedno su djelovali umjetnici i obrtnici, a cilj je bio da se stambeni prostor s namještajem i uporabnim predmetima ujedini jedinstvenim duhom, funkcionalnošću i jednostavnošću. Prema shvaćanju Bauhausa, predmetima ne treba nadodavanje ukrasa koji bi skrivali ili popravljali ružne i bezoblične dijelove, nego treba te dijelove oblikovati na lijep, umjetnički način i predmet će biti lijep sam po sebi. Pod utjecajem pojedinih pravaca moderne umjetnosti (ekspresionizma, kubizma i osobito nekih grana apstraktne umjetnosti), koji su težili pojednostavljenjem i pronalazili nove oblike, oblikovanje uporabnih predmeta dobiva novo značenje – postizanje funkcionalnosti predmeta kao kreativan čin. Ideje Bauhausa poštuju se i danas u načelima industrijskog dizajna: jedinstvo namjene (funkcije), poštovanja materijala i procesa serijske proizvodnje.

## Načela industrijskog dizajna
Proces oblikovanja je proces pojednostavljivanja predmeta da bi se pojednostavio sam proces proizvodnje i postigla što veća upotrebljivost predmeta.
Svaki dizajner pristupa problemu oblikovanja predmeta analitički, što znači da se prvo predmet razlaže na sastavne elemente, zatim se oni pokušavaju optimalno uobličiti, potom se analiziraju međusobni odnosi elemenata i traži se optimalno rješenje cjeline (sa stajališta upotrebe i sa stajališta proizvodnje).
Funkcionalan je onaj predmet koji oblikom slijedi namjenu (npr. stolac koji nas svojim oblikom zove da sjednemo na nj i da se odmorimo, ili ručka koja nas mami da je uhvatimo).
Ergonomija je moderna znanstvena disciplina (znanost o radu) kojoj je zadatak da istražuje čovjekov organizam i ponašanje, te pruža podatke o prilagođenošću predmeta s kojima čovjek dolazi u kontakt. 
Suvremeno industrijsko oblikovanje postavlja jednako važan zahtjev da oblik predmeta mora odgovarati osobinama građe od kojih je izgrađen. Dakle, poštovanje materijala je jedan od nužnih uvjeta za dobro oblikovanje. Oblik koji je usklađen sa svojstvima građe bit će prikladan za ono za što je namijenjen, a ujedno će isticati svojstva građe. 
Tako bi predmeti od stakla trebali biti: glatki, odgovarati načinu proizvodnje (tj. lijevanjem ili puhanjem, a ne naknadnim brušenjem), prozirni ili u boji koja je stopljena sa staklom (a ne razmazana bojom i ukrasima kojima se oduzima prirodna prozirnost). Predmeti i pokućstvo od drveta trebaju biti prirodnih boja, glatkih velikih površina. Plastični ili sintetički predmeti trebaju biti uvijek u novim i ljepšim bojama, u prikladnijim i savršenijim oblicima. Kovine trebaju blistati u svojoj čistoći, savršeno uglačanim površinama koje se zrcale. Tkanine trebaju stvarati uvijek novi sklad boja i motiva. Keramika treba biti ukras svakog prostora (vaza ili zdjela), a ne izigravati ono što nije (figurice - balerina, konjić, psić …).
Na kraju, predmet mora biti prilagođen što lakšoj, bržoj, jeftinijom i masovnijoj proizvodnji – serijska proizvodnja.

## Poveznice
- Arhitektonski dizajn
- Grafički dizajn
- Tekstilni dizajn
- Web dizajn

## Vanjske poveznice
- International Vijeće udruženja Industrijskog dizajna.
- Centar održivog dizajna.
- Udruga dizajnera industrijskog dizajna.  Arhivirana inačica izvorne stranice od 28. rujna 2007. (Wayback Machine)
- Hrvatski dizajn centar.  Arhivirana inačica izvorne stranice od 16. listopada 2008. (Wayback Machine)
- U.S. Department of Labor's Handbook: Komercijalni i industrijski dizajneri.  Arhivirana inačica izvorne stranice od 22. kolovoza 2007. (Wayback Machine)
- Doodles, Drafts and Designs: Industrijski crteži iz Smithsoniana. (2004.) Knjižnica Smithsonian instituta.
- /Industrijski dizajn kao sastavnica procesa inoviranja.[neaktivna poveznica]